# Анджей Кшептовський I
Анджей Кшептовський I (пол. Andrzej Krzeptowski I; 29 липня 1903 року, Закопане — 26 лютого 1945 року, Краків) — польський двоборець та стрибун на лижах з трампліна. Учасник Перших та Других Зимових Олімпійських ігор. 

## Походження та ранні роки
Анджей народився в місті Закопане у родині Войцеха та Людвини Кшептовських. Він походив із відомої гуральської родини і був онучатим небожем поета Яна Кшептовського. Випускник місцевої гімназії, пізніше здобував освіту юриста, але її не закінчив. Був офіцером запасу Війська Польського. Працював у торгівлі, був керівником магазину. 17 жовтня 1927 одружився з Геленою Бахледовою. 

## Спортивна кар'єра
Спочатку виступав за місцевий клуб SN PTT Zakopane, потім став одним із засновників закопанського клубу «Сокіл». Журналісти додали Анджею номер до імені, щоб відрізнити від його двоюродного брата, також лижника — Анджея Кшептовського II. 
Перший успіх прийшов до нього у 1921 році, коли він виграв турнір зі стрибків присвячений відкриттю трампліна у долині Явожинка. Тоді Кшептовський стрибнув на 14 метрів. Наступного року він став чемпіоном Польщі з лижних перегонів на 18 км та лижного двоборства, також Анджей отримав срібло у стрибках з трампліна. В 1923 році Кшептовський вже став чемпіоном Польщі у стрибках з трампліна, слаломі та лижному двоборстві. Того ж року під час турніру в Ґріндельвальді він стрибнув на 38 м, встановивши новий рекорд Польщі. Наступного року Анджей вдруге стає чемпіоном Польщі з лижних перегонів на 18 км, також він отримує бронзові нагороди у стрибках з трампліна та срібні у лижному двоборстві.
Тогоріч Кшептовський представляв Польщу на перших в історії зимових Олімпійських іграх у французькому місті Шамоні. Він виступав у трьох дисциплінах: перегонах на 18 кілометрів, стрибках з трампліна та лижному двоборстві. Першими були змагання з перегонів, де Кшептовський посів двадцять восьме місце, майже на секунду поступившись співвітчизнику Францішеку Буяку. У стрибках з трампліна Кшептовський був єдиним польським спортсменом і посів двадцять перше місце. На турнірі з двоборства польський спортсмен посів дев'ятнадцяте місце, випередивши француза Адрієна Ванделле на 1,36 бала.
У 1926 році Кшептовський виграв чемпіонат Польщі з лижного двоборства та посів друге місце в стрибках з трампліну. Наступного року він посів третє місце в лижному двоборстві. Тогоріч він брав участь у Чемпіонаті світу з лижних видів спорту, який відбувся у італійському місті Кортіна-д'Ампеццо. Анджей посів вісімнадцяте місце в стрибках і дев'яте у двоборстві.
У 1928 Кшептовський вдруге представляв Польщу на зимових Олімпійських іграх, він був прапороносцем команди. На змаганнях зі стрибків з трампліна він Анжей посів двадцять сьоме місце. Однак через поломку лиж під час перегонів у лижному двоборстві він не фінішував. Наступного року Кшептовський став чемпіоном Польщі в естафеті 4*10 км і зайняв друге місце у швидкісному спуску. Того ж року він брав участь у Чемпіонаті світу з лижних видів спорту, який відбувся у Закопане, рідному місті лижника. На тому турнірі Кшептовський посів двадцять сьоме місце в стрибках.